# Pommersfelden
Pommersfelden est une commune de Bavière (Allemagne), située dans l'arrondissement de Bamberg, dans le district de Haute-Franconie. L’une de ses principales attractions touristiques est le château baroque de Weissenstein (1718).